# Oscar de la Hoya
Oscar de la Hoya (* 4. února 1973, Los Angeles) je bývalý americký boxer mexického původu. Získal deset titulů profesionálního mistra světa v šesti různých váhových kategoriích, jeho profesionální bilance byla 39 výher a 6 porážek (30 zápasů vyhrál K. O.), vydělal během kariéry rekordních téměř sedm set milionů dolarů.
Jako amatér vyhrál 234 zápasů a pouze 6 prohrál. V roce 1990 se stal amatérským mistrem USA v pérové váze, krátce na to získal také zlato na Hrách dobré vůle v Seattlu. Na olympiádě 1992 vyhrál soutěž v lehké váze a získal přezdívku Golden Boy (Zlatý chlapec). Hned na to přestoupil k profesionálům. V kariéře vyhrál sedmnáct zápasů o titul mistra světa, v roce 1995 zvítězil v anketě časopisu The Ring o nejlepšího boxera roku.

## Profesionální tituly
- WBO superpérová váha (5. 3. 1994 – 27. 5. 1994)
- WBO lehká váha (29. 7. 1994 – 13. 4. 1996)
- IBF lehká váha (6. 5. 1995 – 19. 8. 1995)
- WBC lehká welterová váha (7. 6. 1996 – 12. 4. 1997)
- WBC welterová váha (12. 4. 1997 – 18. 9. 1999 a 3. 3. 2000 – 17. 6. 2000)
- WBC lehká střední váha (23. 6. 2001 – 13. 9. 2003 a 6. 5. 2006 – 5. 5. 2007)
- WBA lehká střední váha (14. 9. 2002 – 13. 9. 2003)
- WBO střední váha (5. 6. 2004 – 18. 9. 2004)

Poslední zápas kariéry vybojoval 6. prosince 2008 v Las Vegas, kdy ho porazil Manny Pacquiao. Odchod na odpočinek oznámil v dubnu 2009.
V roce 2002 založil vlastní společnost pořádající boxerské zápasy Golden Boy Promotions, je také spolumajitelem fotbalového klubu Houston Dynamo. Před losangeleským Staples Center byla odhalena jeho socha. V roce 2008 byl uveden do United States Olympic Hall of Fame. Vydal desku svých písní, která byla nominovaná na Grammy Award a knihu pro děti o svém životě Super Oscar (skutečným autorem byl Mark Shulman).